# Croton cienagensis
Espèce
Classification APG II (2003)
Croton cienagensis est une espèce de plantes à fleurs du genre Croton et de la famille des Euphorbiaceae, présente en Colombie.